# Sinah Estelle Kelley
Sinah Estelle Kelley, född 23 april 1916, död 21 december 1982, var en afrikansk-amerikansk forskare som deltog i arbetet med massproduktion av penicillin.

## Bakgrund och utbildning
Sinah Estelle Kelley föddes i New York City 1916. Hennes far William Melvin Kelley Sr. var chefredaktör (1922 – 1934) för New York Amsterdam News, och hennes mamma Gladys Caution Kelley arbetade som övervakare.  Föräldrarna skiljde sig senare, pappan gifte om sig och Sinah Estelle Kelleys fick en betydligt yngre bror, författaren William M. Kelley Jr.
1934 tog Kelley sin high school-examen från Ethical Culture Fieldston School i New York City. Därefter påbörjade hon sin universitetsutbildning vid Radcliffe College som var en utbildningsinstitution, skapad 1879 för att lärarna vid Harvards universitet skulle kunna undervisa kvinnor. Här studerade Kelley organisk kemi under ledning av professor Louis Fieser. Sommartid praktiserade hon på Harlem Hospital.

## Karriär
Efter sin examen vid Radcliffe 1938, tog Kelley doktorandkurser vid New York University, och arbetade därefter, under andra världskriget, vid statliga laboratorier i Indiana, Pennsylvania och Illinois. Efter kriget stannade hon i Peoria, Illinois för att arbeta med massproduktion av penicillin för amerikanska jordbruksdepartementet. Trots att Kelley aldrig disputerade, är hon medförfattare till ett antal av gruppens vetenskapliga artiklar med titlar som "Production of Fumaric Acid by Rhizopus arrhizus" (1959)  och "Production of Itaconic Acid by Aspergillus terreus in 20-Liter Fermentors" (1952).
1958 kom hon tillbaka till New York för att arbeta med strontium 90 vid ett så kallat ”Atomic Energy Commission laboratory”. På 1970-talet gick Kelley i pension.

## Privatliv och arv
När Kelley bodde och arbetade i Peoria var hon den enda afrikansk-amerikanska medlemmen i Mayor's Interracial Committee. 1982 dog Sinah Estelle Kelley 68 år gammal. Henne vetenskapliga artiklar utgör en del av ”The William Melvin Kelley Family Papers, från Emory University.